# Brina Stinehelfer
Brina Stinehelfer (* New York City) ist eine  Performancekünstlerin, Schauspielerin und Theaterproduzentin.

## Leben
Die Wahlberlinerin Brina Stinehelfer ist die Gründerin von Per Aspera Productions, Schauspielerin und Performerin. Sie wurde in New York City geboren und absolvierte dort ihr Schauspielstudium an der  SUNY Purchase. Sie arbeitete sowohl als multidisziplinäre Darstellerin und Regisseurin in  New York wie auch international. Im Frühjahr 2008 zog sie nach Berlin, wo sie sich zunächst als Solo-Performance-Künstlerin einen Namen machte und sich auf ortsspezifische Performance konzentrierte. Sie arbeitete unter anderem für Gob Squad, The Wooster Group, Post Theater und Nature Theater of Oklahoma. Unter dem Namen Per Aspera Productions produziert sie Off-Theater, Tanz und Performancekunst.  2011 gewann sie mit ihrem eigenen interaktiven Theaterstück Skype Duet den Jurypreis des  100°-Festivals in Berlin.

## Soloperformance (Auswahl)
- The Lost – 2010 / Haus der Kulturen der Welt, Berlin
- Leaving Traces – 2012 / LEAP Gallery, Berlin
- Operative Performance – Ctrl+Alt+ESCAPE – 2011 / LEAP Gallery, Berlin
- Engel Zwischendurch – 2010 / K Salon
- Underneath – 2009 / WIR Gallery
- Intimate – 2009 / VolksLuxus, Berlin
- look. feel. – 2009 / Haus am Lützowplatz, Berlin
- Untitled (do you trust me?) – 2009 / Infernoesque, Berlin
- Lullaby – 2009 / 401contemporary Fine Art Gallery, Berlin
- Essential Invisible Region – 2009 / K-Salon, Berlin
- Red Dress – 2008 / 401contemporary Fine Art Gallery, Berlin
- In Process – 2008 / 401contemporary Fine Art Gallery, Berlin
- 5 Days of Doom – 2008 / 401contemporary Berlin
- Skinless – 2008 / Scalamata Gallery, Venedig

## Theaterproduktion (Auswahl)
- Exposure Berlin – 2012 / Ehemaliges Stummfilmkino Delphi, Berlin
- Skype Duet 2011 /  HAU2/HAU3, Berlin
- PASS – 2010 / Berlin, Lyon
- Playing to Win – 2010 /  HAU2, Berlin
- Happiness Now! –  2009 /  HAU1, Berlin
- Limitless Joy – 2005 / CSV Cultural Center, New York
- Between The Shadows – 2007 / HERE Arts Center, New York